# Guadalupe (Huila)
Guadalupe é um município da Colômbia, localizado no departamento de Huila.